# La cuarta ventana
La cuarta ventana es una película española dirigida por Julio Coll rodada en 1961 y estrenada el 27 de mayo de 1963. Está protagonizada por las tres hermanas Penella: Emma Penella, Elisa Montes y Terele Pávez. Junto a ellas actúan Ángel del Pozo y Luis Induni entre otros.

## Sipnosis
Dora (Emma Penella), Linda (Elisa Montés) y Luisa (Terele Pávez), son tres compañeras de piso con antecedentes por agresión e ingresos en reformatorios femeninos. Las tres son detenidas en una redada en un altercado en un cabaret. Una vez en comisaría, ante la sorpresa de Dora, se le descubre un frasco que contiene cocaína en vez de crema, asegurando que era un regalo de un señor con chaqueta a cuadros. El comisario (Luis Induni), tras tenerlas unas horas encerradas, decide dejarlas marchar para ver si le llevan al misterioso hombre. Una vez en su casa se encuentran a una chica tendida en el cuarto de baño. Se trata de una menor venida de Zamora a la gran ciudad, a la que un saxofonista llamado Carlos (Leo Anchóriz) al que Luisa había dejado las llaves del piso, había abandonado tras aprovecharse de ella. Le siguen las andanzas de las tres amigas siguiendo el rastro del músico y las peripecias medio graciosas en las que se ven envueltas (mientras los policías las someten a una discreta vigilancia)...

## Reparto
| Actor/Actriz       | Personaje          |
| ------------------ | ------------------ |
| Emma Penella       | Dora García        |
| Elisa Montes       | Luisa Pau          |
| Terele Pávez       | Linda Barcala      |
| Ángel del Pozo     | David              |
| Luis Induni        | Comisario          |
| Gloria Osuna       | María Rodrigo      |
| Montserrat Julió   | Adela              |
| Leo Anchóriz       | Carlos             |
| Carlos Ibarzábal   | Sastre             |
| Joaquín Navales    | Gómez              |
| Alejo del Peral    | Mago               |
| Manuel Bronchud    | Ligón del club     |
| Rafael Anglada     | Camarero           |
| Carolina Jiménez   | Vecina de enfrente |
| Joaquín Ferrer     | Empresario         |
| Francisco Aguilera | Pianista           |
| Camino delgado     | Esposa enfadada    |
| Emilio Sancho      | Carcelero          |